# Halden Station
Halden Station (Halden stasjon) er en norsk jernbanestation på Østfoldbanen i Halden. Stationen, der er den sydligste på Østfoldbanen, åbnede sammen med banen 2. januar 1879 under navnet Fredrikshald og fik sit nuværende navn 1. januar 1928. Stationen ligger 2,8 m.o.h., 136,6 km fra Oslo S. Stationsbygningen blev opført i mursten i 1879 efter tegninger af Peter Andreas Blix og er i dag fredet. Stationen har to perroner og en havneterminal.
Ud over som endestation på Østfoldbanen fungerer den også som station for enkelte daglige tog, der forbinder Oslo S med Göteborg C.
- Hovedbygningen med spor 1
- Oversigtsbillede med de fire spor